# Division Élite 2019
La Division Élite 2019 è la 38ª edizione del campionato di football americano di primo livello, organizzato dalla FFFA.

## Squadre partecipanti
| Club                           | Città               | Stadio | Sponsor ufficiale | Risultato nella stagione 2018 |
| ------------------------------ | ------------------- | ------ | ----------------- | ----------------------------- |
| Argonautes d'Aix-en-Provence   | Aix-en-Provence     |        |                   |                               |
| Black Panthers de Thonon       | Thonon-les-Bains    |        |                   |                               |
| Blue Stars de Marseille        | Marsiglia           |        |                   |                               |
| Centaures de Grenoble          | Grenoble            |        |                   |                               |
| Corsaires d'Évry               | Évry                |        |                   |                               |
| Cougars de Saint-Ouen-l'Aumône | Saint-Ouen-l'Aumône |        |                   |                               |
| Falcons de Bron-Villeurbanne   | Bron                |        |                   |                               |
| Flash de La Courneuve          | La Courneuve        |        |                   |                               |
| Hurricanes de Montpellier      | Montpellier         |        |                   |                               |
| Léopards de Rouen              | Rouen               |        |                   |                               |
| Molosses d'Asnières            | Asnières-sur-Seine  |        |                   |                               |
| Spartiates d'Amiens            | Amiens              |        |                   |                               |

## Stagione regolare

### Calendario

#### 1ª giornata
| Asnières-sur-Seine 2 febbraio 2019, ore 19:30 | Molosses d'Asnières | 20 – 7 | Cougars de Saint-Ouen-l'Aumône | Stade Leo Lagrange\| Arbitro: \| Perez-Canto \| |
| Arbitro:                                      | Perez-Canto         |        |                                |                                                 |

| Marsiglia 3 febbraio 2019, ore 14:00 | Blue Stars de Marseille | 24 – 0 referto | Argonautes d'Aix-en-Provence | Stade Pierre-Delort\| Arbitro: \| Hunkeler \| |
| Arbitro:                             | Hunkeler                |                |                              |                                               |

| Villeurbanne 3 febbraio 2019, ore 14:00 | Falcons de Bron-Villeurbanne | 6 – 35 referto | Centaures de Grenoble | Terrain de Rugby INSA |

#### 2ª giornata
| Bron 9 febbraio 2019, ore 19:00 | Falcons de Bron-Villeurbanne | 8 – 49 referto | Blue Stars de Marseille | Parc de Parilly\| Arbitro: \| Olivier Caldes \| |
| Arbitro:                        | Olivier Caldes               |                |                         |                                                 |

| La Courneuve 9 febbraio 2019, ore 19:00 | Flash de La Courneuve | 2 – 9 referto | Molosses d'Asnières | Stade Géo André\| Arbitro: \| Juan Perez-Canto \| |
| Arbitro:                                | Juan Perez-Canto      |               |                     |                                                   |

| Saint-Ouen-l'Aumône 10 febbraio 2019, ore 14:00 | Cougars de Saint-Ouen-l'Aumône | 10 – 0 referto | Spartiates d'Amiens | Stade Escutary\| Arbitro: \| Juan Perez-Canto \| |
| Arbitro:                                        | Juan Perez-Canto               |                |                     |                                                  |

| Évry 10 febbraio 2019, ore 14:00 | Corsaires d'Évry | 38 – 7 | Léopards de Rouen | Complexe Sportif du Parc des Loges\| Arbitro: \| Serge Monmerque \| |
| Arbitro:                         | Serge Monmerque  |        |                   |                                                                     |

| Montpellier 10 febbraio 2019, ore 14:00 | Hurricanes de Montpellier | 46 – 25 referto | Centaures de Grenoble | Stade de Sabathe\| Arbitro: \| Patrick Hunkeler \| |
| Arbitro:                                | Patrick Hunkeler          |                 |                       |                                                    |

| Aix-en-Provence 10 febbraio 2019, ore 14:00 | Argonautes d'Aix-en-Provence | 0 – 51 referto | Black Panthers de Thonon | Stade Georges Carcassonne\| Arbitro: \| Gilles Vigne \| |
| Arbitro:                                    | Gilles Vigne                 |                |                          |                                                         |

#### 3ª giornata
| Lione 23 febbraio 2019, ore 19:00 | Falcons de Bron-Villeurbanne | 14 – 21 | Hurricanes de Montpellier | Stade de la Sarra\| Arbitro: \| Monmerque \| |
| Arbitro:                          | Monmerque                    |         |                           |                                              |

| Grenoble 23 febbraio 2019, ore 19:00 | Centaures de Grenoble | 47 – 0 referto | Argonautes d'Aix-en-Provence | Stadio Lesdiguières\| Arbitro: \| Caldes \| |
| Arbitro:                             | Caldes                |                |                              |                                             |

| Asnières-sur-Seine 23 febbraio 2019, ore 19:30 | Molosses d'Asnières | 0 – 0 referto | Spartiates d'Amiens | Stade Leo Lagrange\| Arbitro: \| Perez-Canto \| |
| Arbitro:                                       | Perez-Canto         |               |                     |                                                 |

| Marsiglia 24 febbraio 2019, ore 14:00 | Blue Stars de Marseille | 18 – 20 referto | Black Panthers de Thonon | Stade Pierre-Delort\| Arbitro: \| Hunkeler \| |
| Arbitro:                              | Hunkeler                |                 |                          |                                               |

| Rouen 24 febbraio 2019, ore 14:00 | Léopards de Rouen | 27 – 27 referto | Flash de La Courneuve | Terrain Lemire\| Arbitro: \| Perez-Canto \| |
| Arbitro:                          | Perez-Canto       |                 |                       |                                             |

| Évry 24 febbraio 2019, ore 14:00 | Corsaires d'Évry | 41 – 17 | Cougars de Saint-Ouen-l'Aumône | Complexe Sportif du Parc des Loges\| Arbitro: \| Bennouar \| |
| Arbitro:                         | Bennouar         |         |                                |                                                              |

#### 4ª giornata
| Amiens 2 marzo 2019, ore 19:00 | Spartiates d'Amiens | 0 – 7 referto | Flash de La Courneuve | Stade du Grand Marais\| Arbitro: \| Bennouar \| |
| Arbitro:                       | Bennouar            |               |                       |                                                 |

| Montpellier 2 marzo 2019, ore 19:00 | Hurricanes de Montpellier | 28 – 50 referto | Blue Stars de Marseille | Stade de Sabathe\| Arbitro: \| Vigne \| |
| Arbitro:                            | Vigne                     |                 |                         |                                         |

| Grenoble 2 marzo 2019, ore 14:00 | Centaures de Grenoble | 3 – 35 referto | Black Panthers de Thonon | Stadio Lesdiguières\| Arbitro: \| Olivier Caldes \| |
| Arbitro:                         | Olivier Caldes        |                |                          |                                                     |

| Aix-en-Provence 3 marzo 2019, ore 14:00 | Argonautes d'Aix-en-Provence | 21 – 6 referto | Falcons de Bron-Villeurbanne | Stade Georges Carcassonne\| Arbitro: \| Vigne \| |
| Arbitro:                                | Vigne                        |                |                              |                                                  |

| Évry 3 marzo 2019, ore 14:00 | Corsaires d'Évry | 7 – 7 | Molosses d'Asnières | Complexe Sportif du Parc des Loges\| Arbitro: \| Bennouar \| |
| Arbitro:                     | Bennouar         |       |                     |                                                              |

| Saint-Ouen-l'Aumône 3 marzo 2019, ore 14:00 | Cougars de Saint-Ouen-l'Aumône | 29 – 7 referto | Léopards de Rouen | Stade Escutary\| Arbitro: \| Ghesquiere \| |
| Arbitro:                                    | Ghesquiere                     |                |                   |                                            |

#### 5ª giornata
| La Courneuve 16 marzo 2019, ore 19:00 | Flash de La Courneuve | 9 – 33 referto | Cougars de Saint-Ouen-l'Aumône | Stade Géo André\| Arbitro: \| Ghesquiere \| |
| Arbitro:                              | Ghesquiere            |                |                                |                                             |

| Amiens 16 marzo 2019, ore 19:00 | Spartiates d'Amiens | 30 – 14 referto | Corsaires d'Évry | Stade du Grand Marais\| Arbitro: \| Monmerque \| |
| Arbitro:                        | Monmerque           |                 |                  |                                                  |

| Rouen 17 marzo 2019, ore 14:00 | Léopards de Rouen | 0 – 7 referto | Molosses d'Asnières | Terrain Lemire\| Arbitro: \| Bennouar \| |
| Arbitro:                       | Bennouar          |               |                     |                                          |

| Marsiglia 17 marzo 2019, ore 14:00 | Blue Stars de Marseille | 24 – 0 referto | Centaures de Grenoble | Stade Pierre-Delort\| Arbitro: \| Hunkeler \| |
| Arbitro:                           | Hunkeler                |                |                       |                                               |

| Villeurbanne 17 marzo 2019, ore 14:00 | Falcons de Bron-Villeurbanne | 0 – 46 referto | Black Panthers de Thonon | Terrain de Rugby INSA\| Arbitro: \| Caldes \| |
| Arbitro:                              | Caldes                       |                |                          |                                               |

| Aix-en-Provence 17 marzo 2019, ore 14:00 | Argonautes d'Aix-en-Provence | 8 – 32 referto | Hurricanes de Montpellier | Stade Georges Carcassonne\| Arbitro: \| Lebraud \| |
| Arbitro:                                 | Lebraud                      |                |                           |                                                    |

#### 6ª giornata
| Thonon-les-Bains 23 marzo 2019, ore 19:00 | Black Panthers de Thonon | 68 – 14 referto | Hurricanes de Montpellier | Stade Joseph-Moynat |

| Aix-en-Provence 24 marzo 2019, ore 14:00 | Argonautes d'Aix-en-Provence | 3 – 36 referto | Blue Stars de Marseille | Stade Georges Carcassonne |

| Évry 24 marzo 2019, ore 14:00 | Corsaires d'Évry | 16 – 12 referto | Flash de La Courneuve | Complexe Sportif du Parc des Loges |

| Saint-Ouen-l'Aumône 24 marzo 2019, ore 14:00 | Cougars de Saint-Ouen-l'Aumône | 7 – 32 referto | Molosses d'Asnières | Stade Escutary |

| Rouen 24 marzo 2019, ore 14:00 | Léopards de Rouen | 14 – 28 referto | Spartiates d'Amiens | Terrain Marcel Lemire |

#### Recuperi 1
| Amiens 30 marzo 2019, ore 19:00 | Spartiates d'Amiens | 35 – 30 referto | Léopards de Rouen | Stade du Grand Marais\| Arbitro: \| Ghesquiere \| |
| Arbitro:                        | Ghesquiere          |                 |                   |                                                   |

#### 7ª giornata
| Amiens 6 aprile 2019, ore 19:00 | Spartiates d'Amiens | 10 – 7 referto | Cougars de Saint-Ouen-l'Aumône | Stade du Grand Marais |

| Thonon-les-Bains 6 aprile 2019, ore 19:00 | Black Panthers de Thonon | 18 – 0 (a tavolino) | Argonautes d'Aix-en-Provence | Stade Joseph-Moynat |

| Marsiglia 6 aprile 2019, ore 19:00 | Blue Stars de Marseille | 48 – 0 referto | Falcons de Bron-Villeurbanne | Stade Pierre-Delort |

| Asnières-sur-Seine 6 aprile 2019, ore 19:30 | Molosses d'Asnières | 23 – 6 referto | Flash de La Courneuve | Stade Leo Lagrange |

| Rouen 7 aprile 2019, ore 14:00 | Léopards de Rouen | 14 – 7 referto | Corsaires d'Évry | Terrain Marcel Lemire |

| Grenoble 7 aprile 2019, ore 14:00 | Centaures de Grenoble | 14 – 10 referto | Hurricanes de Montpellier | Stadio Lesdiguières |

#### Recuperi 2
| La Courneuve 13 aprile 2019, ore 19:00 | Flash de La Courneuve | 20 – 0 (7-0 13-0 0-0 0-0) referto | Corsaires d'Évry | Stade Géo André |

| Grenoble 14 aprile 2019, ore 14:00 | Centaures de Grenoble | 13 – 0 (0-0 7-0 0-0 6-0) referto | Falcons de Bron-Villeurbanne | Stadio Lesdiguières |

#### 8ª giornata
| Montpellier 20 aprile 2019, ore 19:00 | Hurricanes de Montpellier | 46 – 12 referto | Falcons de Bron-Villeurbanne | Stade de Sabathe\| Arbitro: \| Vigne \| |
| Arbitro:                              | Vigne                     |                 |                              |                                         |

| Thonon-les-Bains 20 aprile 2019, ore 19:00 | Black Panthers de Thonon | 45 – 39 referto | Blue Stars de Marseille | Stade Joseph-Moynat\| Arbitro: \| Caldes \| |
| Arbitro:                                   | Caldes                   |                 |                         |                                             |

| Amiens 20 aprile 2019, ore 19:00 | Spartiates d'Amiens | 8 – 20 referto | Molosses d'Asnières | Stade du Grand Marais\| Arbitro: \| Perez-Canto \| |
| Arbitro:                         | Perez-Canto         |                |                     |                                                    |

| La Courneuve 20 aprile 2019, ore 19:00 | Flash de La Courneuve | 36 – 7 referto | Léopards de Rouen | Stade Géo André\| Arbitro: \| Ghesquiere \| |
| Arbitro:                               | Ghesquiere            |                |                   |                                             |

| Saint-Ouen-l'Aumône 21 aprile 2019, ore 14:00 | Cougars de Saint-Ouen-l'Aumône | 42 – 0 referto | Corsaires d'Évry | Stade Escutary\| Arbitro: \| Perez-Canto \| |
| Arbitro:                                      | Perez-Canto                    |                |                  |                                             |

#### 9ª giornata
| Thonon-les-Bains 4 maggio 2019, ore 19:00 | Black Panthers de Thonon | 21 – 0 | Centaures de Grenoble | Stade Joseph-Moynat\| Arbitro: \| Caldes \| |
| Arbitro:                                  | Caldes                   |        |                       |                                             |

| La Courneuve 4 maggio 2019, ore 19:00 | Flash de La Courneuve | 19 – 21 | Spartiates d'Amiens | Stade Géo André\| Arbitro: \| Perez-Canto \| |
| Arbitro:                              | Perez-Canto           |         |                     |                                              |

| Asnières-sur-Seine 4 maggio 2019, ore 19:30 | Molosses d'Asnières | 17 – 5 | Corsaires d'Évry | Stade Leo Lagrange\| Arbitro: \| Monmerque \| |
| Arbitro:                                    | Monmerque           |        |                  |                                               |

| Marsiglia 5 maggio 2019, ore 14:00 | Blue Stars de Marseille | 50 – 0 | Hurricanes de Montpellier | Stade Pierre-Delort\| Arbitro: \| Vigne \| |
| Arbitro:                           | Vigne                   |        |                           |                                            |

| Rouen 5 maggio 2019, ore 14:00 | Léopards de Rouen | 14 – 24 | Cougars de Saint-Ouen-l'Aumône | Terrain Marcel Lemire\| Arbitro: \| Perez-Canto \| |
| Arbitro:                       | Perez-Canto       |         |                                |                                                    |

| Genas 5 maggio 2019, ore 14:00 | Falcons de Bron-Villeurbanne | 12 – 13 | Argonautes d'Aix-en-Provence | Stadio del Rugby\| Arbitro: \| Caldes \| |
| Arbitro:                       | Caldes                       |         |                              |                                          |

#### Recuperi 3
| Aix-en-Provence 11 maggio 2019, ore 19:00 | Argonautes d'Aix-en-Provence | 19 – 24 | Centaures de Grenoble | Stade Georges Carcassonne |

| Montpellier 12 maggio 2019, ore 19:00 | Hurricanes de Montpellier | 6 – 47 | Black Panthers de Thonon | Stade de Sabathe\| Arbitro: \| Perez-Canto \| |
| Arbitro:                              | Perez-Canto               |        |                          |                                               |

#### 10ª giornata
| Grenoble 18 maggio 2019, ore 19:00 | Centaures de Grenoble | 28 – 21 | Blue Stars de Marseille | Stadio Lesdiguières |

| Thonon-les-Bains 18 maggio 2019, ore 19:00 | Black Panthers de Thonon | 74 – 0 | Falcons de Bron-Villeurbanne | Stade Joseph-Moynat |

| Montpellier 18 maggio 2019, ore 19:00 | Hurricanes de Montpellier | 39 – 12 | Argonautes d'Aix-en-Provence | Stade de Sabathe |

| Asnières-sur-Seine 18 maggio 2019, ore 19:30 | Molosses d'Asnières | 37 – 6 | Léopards de Rouen | Stade Leo Lagrange |

| Saint-Ouen-l'Aumône 19 maggio 2019, ore 14:00 | Cougars de Saint-Ouen-l'Aumône | 21 – 0 | Flash de La Courneuve | Stade Escutary |

| Évry 19 maggio 2019, ore 14:00 | Corsaires d'Évry | 7 – 35 | Spartiates d'Amiens | Complexe Sportif du Parc des Loges |

### Classifiche
Le classifiche della regular season sono le seguenti:
- PCT = percentuale di vittorie, G = partite giocate, V = partite vinte,  P = partite perse, PF = punti fatti, PS = punti subiti

#### Conference Nord
| Pos. | Squadra                        | PCT  | G  | V | N | P | PF  | PS  |
| ---- | ------------------------------ | ---- | -- | - | - | - | --- | --- |
| 1    | Molosses d'Asnières            | .900 | 10 | 8 | 2 | 0 | 172 | 48  |
| 2    | Spartiates d'Amiens            | .650 | 10 | 6 | 1 | 3 | 167 | 128 |
| 3    | Cougars de Saint-Ouen-l'Aumône | .600 | 10 | 6 | 0 | 4 | 187 | 133 |
| 4    | Flash de La Courneuve          | .350 | 10 | 3 | 1 | 6 | 138 | 157 |
| 5    | Corsaires d'Évry               | .350 | 10 | 3 | 1 | 6 | 135 | 201 |
| 6    | Léopards de Rouen              | .150 | 10 | 1 | 1 | 8 | 126 | 271 |

#### Conference Sud
| Pos. | Squadra                      | PCT   | G  | V  | N | P  | PF  | PS  |
| ---- | ---------------------------- | ----- | -- | -- | - | -- | --- | --- |
| 1    | Black Panthers de Thonon     | 1.000 | 10 | 10 | 0 | 0  | 425 | 80  |
| 2    | Blue Stars de Marseille      | .700  | 10 | 7  | 0 | 3  | 359 | 132 |
| 3    | Centaures de Grenoble        | .600  | 10 | 6  | 0 | 4  | 189 | 182 |
| 4    | Hurricanes de Montpellier    | .500  | 10 | 5  | 0 | 5  | 232 | 300 |
| 5    | Argonautes d'Aix-en-Provence | .300  | 10 | 3  | 0 | 7  | 76  | 289 |
| 6    | Falcons de Bron-Villeurbanne | .000  | 10 | 0  | 0 | 10 | 58  | 366 |

## Playoff

### Tabellone
|  | Wild Card | Wild Card                      | Wild Card                |                                |                                | Semifinali                     | Semifinali          | Semifinali |  |  | XXV Casque de Diamant | XXV Casque de Diamant | XXV Casque de Diamant |  |
|  |           |                                |                          |                                |                                |                                |                     |            |  |  |                       |                       |                       |  |
|  |           |                                |                          |                                |                                | 1N                             | Molosses d'Asnières | 6          |  |  |                       |                       |                       |  |
|  |           |                                |                          |                                |                                | 1N                             | Molosses d'Asnières | 6          |  |  |                       |                       |                       |  |
|  |           |                                |                          | Cougars de Saint-Ouen-l'Aumône | 24                             |                                |                     |            |  |  |                       |                       |                       |  |
|  | 2S        | Blue Stars de Marseille        | 27                       | Cougars de Saint-Ouen-l'Aumône | 24                             |                                |                     |            |  |  |                       |                       |                       |  |
|  | 2S        | Blue Stars de Marseille        | 27                       |                                |                                |                                |                     |            |  |  |                       |                       |                       |  |
|  | 3N        | Cougars de Saint-Ouen-l'Aumône | 39                       |                                |                                |                                |                     |            |  |  |                       |                       |                       |  |
|  | 3N        | Cougars de Saint-Ouen-l'Aumône | 39                       |                                | Cougars de Saint-Ouen-l'Aumône | Cougars de Saint-Ouen-l'Aumône | 7                   |            |  |  |                       |                       |                       |  |
|  |           |                                |                          |                                |                                |                                |                     |            |  |  |                       |                       |                       |  |
|  |           |                                | Black Panthers de Thonon | Black Panthers de Thonon       | 24                             |                                |                     |            |  |  |                       |                       |                       |  |
|  |           |                                |                          | Black Panthers de Thonon       | 24                             |                                |                     |            |  |  |                       |                       |                       |  |
|  |           |                                |                          |                                |                                |                                |                     |            |  |  |                       |                       |                       |  |
|  |           |                                |                          |                                |                                |                                |                     |            |  |  |                       |                       |                       |  |
|  |           | 1S                             | Black Panthers de Thonon | 22                             |                                |                                |                     |            |  |  |                       |                       |                       |  |
|  |           |                                |                          | 22                             |                                |                                |                     |            |  |  |                       |                       |                       |  |
|  |           |                                |                          | Spartiates d'Amiens            | 7                              |                                |                     |            |  |  |                       |                       |                       |  |
|  | 2N        | Spartiates d'Amiens            | 45                       | Spartiates d'Amiens            | 7                              |                                |                     |            |  |  |                       |                       |                       |  |
|  | 2N        | Spartiates d'Amiens            | 45                       |                                |                                |                                |                     |            |  |  |                       |                       |                       |  |
|  | 3S        | Centaures de Grenoble          | 7                        |                                |                                |                                |                     |            |  |  |                       |                       |                       |  |

### Wild Card
| Amiens 1º giugno 2019, ore 19:00 | Spartiates d'Amiens | 45 – 7 referto | Centaures de Grenoble | Stade du Grand Marais\| Arbitro: \| Monmerque \| |
| Arbitro:                         | Monmerque           |                |                       |                                                  |

| Marsiglia 2 giugno 2019, ore 14:30 | Blue Stars de Marseille | 27 – 39 referto | Cougars de Saint-Ouen-l'Aumône | Stade Pierre-Delort\| Arbitro: \| Vagner \| |
| Arbitro:                           | Vagner                  |                 |                                |                                             |

### Semifinali
| Thonon-les-Bains 15 giugno 2019, ore 19:00 | Black Panthers de Thonon | 22 – 7 referto | Spartiates d'Amiens | Stade Joseph-Moynat |

| Asnières-sur-Seine 16 giugno 2019, ore 14:00 | Molosses d'Asnières | 6 – 24 referto | Cougars de Saint-Ouen-l'Aumône | Stade Blaise Matuidi |

### XXV Casque de Diamant
| Villeneuve-d'Ascq 29 giugno 2019, ore 18:00 | Cougars de Saint-Ouen-l'Aumône | 7 – 24 referto | Black Panthers de Thonon | Stadium Lille Métropole\| Arbitro: \| Monmerque \| |
| Arbitro:                                    | Monmerque                      |                |                          |                                                    |

## Verdetti
- Black Panthers de Thonon Campioni della Francia 2019 (3º titolo)